# Ridge Racer
Ridge Racer ist der Name einer Serie von Video-Rennspielen, die von Namco entwickelt und vertrieben wird. Die Serie debütierte im Jahre 1993 als Arcade-Version und wurde später für verschiedene Konsolen umgesetzt.

## Spielprinzip
Das ursprüngliche Ridge Racer setzte mit seiner neuartigen und komplett texturierten Echtzeit-3D-Grafik seinerzeit Maßstäbe im technischen Bereich. Das Spiel selbst war eher arcade-typisch gehalten: Der Spieler muss innerhalb eines Zeitlimits eine vorgegebene Rundenzahl absolvieren und eine möglichst gute Position erreichen. So genannte Checkpoints bieten die Möglichkeit, das Zeitlimit aufzustocken. Die Konsolenumsetzungen erweiterten das Spiel um den so genannten World Tour-Modus. Dabei müssen in den Rennen bestimmte Plätze erreicht werden, um weitere Strecken und schnellere Autos freizuschalten. Diese können dann auch im Einzelspielermodus genutzt werden.
Die im Spiel enthaltenen Rennstrecken führen durch Städte, Strände, Wälder und Berge. In den ersten Teilen der Serie teilen sich alle Strecken dieselbe Start-Ziel-Linie, variieren jedoch den Streckenverlauf an sich. Gegnerische Autos sind oft mit Logos von anderen Spielen des Herstellers verziert.
Der Soundtrack besteht größtenteils aus Ambient- und House-Stücken.
Jedes der Spiele zeichnet sich unter anderem durch seine Mascot Girls aus. Diese sind im Spielvorfilm zu sehen. In den ersten Teilen war dies stets Reiko Nagase, jedoch wurde diese in Ridge Racer V (PlayStation 2) durch Ai Fukami ersetzt. In Ridge Racers (PSP) tritt Reiko Nagase wieder auf.

## Chronologie

### Ridge Racer (1993)
Der originale Automat erschien im Jahr 1993 für das Namco System 22. Ein Jahr später erschien mit Ridge Racer Full Scale eine Sonderversion des Spiels, bei dem die Kontrollelemente des Automaten in die Karosserie eines Mazda MX-5 eingebaut wurde, der vor einer Leinwand stand. Spiel und Technik blieben jedoch gleich.
Ebenfalls 1994 stellte eine Umsetzung von Ridge Racer das erste erschienene Spiel für die PlayStation dar. Das Spiel wurde lediglich um eine wählbare Außenperspektive erweitert.

### Ridge Racer 2 (1994)
Der zweite Teil war erneut auf das Namco System 22 zugeschnitten, stellte jedoch lediglich ein Update des Original-Automaten dar. Erweitert wurde die Originalversion um einen Mehrspielermodus, einem neuen Soundtrack und eine Rückspiegel-Funktion
- Ridge Racer Revolution (1995), für PlayStation

### Weitere Teile und Umsetzungen
- Rave Racer (1995), für Namco System 22, ein Arcade-Automat
- Rage Racer (1996), für PlayStation
- R4: Ridge Racer Type 4 (1998), für PlayStation, PS3, PSP, PS Vita, Android,  PS4,  PS5
- Ridge Racer 64 (1999), für Nintendo 64 (von NST)
- Ridge Racer V (2000), für PlayStation 2
- Ridge Racer V: Arcade Battle (2000), dasselbe Spiel, als Arcade-Automat
- Ridge Racer DS (2005), für Nintendo DS (von NST) Remake von Ridge Racer 64 mit neuer Steuerung
- Ridge Racer (2005), für PlayStation Portable
- Ridge Racer 6 (2006), für Xbox 360
- Ridge Racer 2 (2006), für PlayStation Portable, PS4 , PS5
- Ridge Racer 7 (EU: März 2007, US/JP: November 2006), für PlayStation 3
- Ridge Racer Accelerated (2009), für iOS
- Ridge Racer 3D (2011), für den Nintendo 3DS
- Ridge Racer Unbounded (2012) PlayStation 3, Xbox 360, Windows
- Ridge Racer (2012) PlayStation Vita
- Ridge Racer Driftopia (2013) Windows
- Ridge Racer Slipstream (2014) für Android und iOS
- Ridge Racer: Draw & Drift (2016) für iOS